# Zachary Hietala
Zachary Hietala, född 10 augusti 1962 i Kuopio, är en finsk gitarrist och medlem i heavy metal-bandet Tarot. Han är bror till Marco Hietala.